# Signora in giardino a Sainte-Adresse
Signora in giardino a Sainte-Adresse è un dipinto a olio su tela di 82,3x101,5 centimetri realizzato nel 1867 dal pittore francese Claude Monet. È conservato nel Museo dell'Ermitage di San Pietroburgo.
Negli ultimi anni '60 Monet iniziò a lavorare le tele con grosse e veloci pennellate, applicando spessi strati di colore.
Il dipinto rappresenta a sinistra una signora con un parasole vestita di bianco, all'inizio dell'estate nel giardino di famiglia a Sainte-Adresse. L'accento è posto sull'aiuola di fiori rossi del giardino, al centro, sotto un cespuglio di rose bianche che la giovane donna, con la schiena leggermente reclinata, contempla. La luce proviene da sinistra e lo sfondo della tela è costituito da una siepe ombreggiata da alberi. Sullo sfondo a destra si intuisce l'inizio di un roseto.